# Urs Salzmann
Urs Salzmann (ur. 3 lipca 1954 w Regensdorfie) – szwajcarski bobsleista. Brązowy medalista olimpijski z Sarajewa.
Zawody w 1984 były jego jedynymi igrzyskami olimpijskimi. Po medal sięgnął w czwórkach. Osadę tworzyli także Silvio Giobellina, Heinz Stettler i Rico Freiermuth. Był także złotym (1982) i brązowym (1985) medalistą mistrzostw świata.